# I'll Sleep When I'm Dead (film)
I'll Sleep When I'm Dead è un film del 2003 diretto da Mike Hodges.

## Trama
Will Graham è un ex gangster che ha abbandonato il crimine. La sua vita tranquilla in campagna viene sconvolta dal suicidio del fratello minore Davey, a seguito di uno stupro subito. Inizia così la caparbia ricerca del responsabile della morte di suo fratello.

## Riconoscimenti
- 2003 - Festival cinematografico internazionale di Mosca
  - Golden St. George (Mike Hodges)